# Heds landskommun
Heds landskommun var en kommun i Västmanlands län.

## Administrativ historik
Kommunen bildades 1863 i Heds socken i Skinnskattebergs härad i Västmanland. Vid kommunreformen 1952 inkorporerades landskommunen i Skinnskattebergs landskommun som 1971 ombildades till Skinnskattebergs kommun.

## Politik

### Mandatfördelning i Heds landskommun 1938-1946
| 2 | 10 | 1 | 3 | 1 | 3 |

| 20 |

| 11 | 9 |

| 20 |

| 11 | 9 |

| 20 |